# The Earthling
The Earthling is een Amerikaans-Australische avonturenfilm uit 1980 onder regie van Peter Collinson, met in de hoofdrollen William Holden en Ricky Schroder. De film werd opgenomen in Australië in 1979 en was de laatste film geregisseerd door Collinson voor zijn overlijden het jaar daarop.

## Verhaal
Patrick Foley is een verbitterde eenling die veel van zijn leven heeft rondgezworven. Wanneer hij ontdekt dat hij terminaal ziek is, besluit hij terug te keren naar de Australische wildernis waar hij opgroeide om daar in afzondering te sterven. Zijn plannen worden echter verstoord wanneer de ouders van de tienjarige Shawn Dailey omkomen in een vreselijk ongeluk, waardoor de jongen alleen en hulpeloos achterblijft. Met tegenzin leert Foley de jongen te overleven, en uiteindelijk ontwikkelen ze een band van liefde voordat Foley overlijdt en Shawn begint aan zijn tocht terug naar de beschaving.

## Achtergrond
De film werd opgenomen van september tot oktober 1979 in de Blue Mountains, Barrington Forest en Warrumbungle National Park. Er werd gemeld dat Holden en Schroder goed met elkaar konden opschieten tijdens de opnames. Schroder noemde een van zijn kinderen Holden ter ere van zijn tegenspeler.
De film kreeg weinig aandacht in de bioscopen, maar werd later een vaste waarde op HBO en andere kabelkanalen in de jaren 80. Het bracht $72.000 op aan de Australische kassa.